# Съветски репресии в Беларус
Съветските репресии в Беларус са случаи на безпочвено преследване на хора в Белоруската съветска социалистическа република, включващи съдебното преследване на хора, обвинени в контрареволюционна дейност, както и депортирането на хора в други региони на Съюза на съветските социалистически републики (СССР), на почва на техната социална, етническа и религиозна принадлежност.

## История
Репресиите започват през 1917 г. и достигат върха си през 1930-те години и най-вече по време на случилата се в целия СССР Голяма чистка през 1937-38. В нощта на 29 срещу 30 октомври 1937 г. са извършени екзекуции на важни беларуски интелектуалци и политици, като резултат от изфабрикуваното дело за Съюза за освобождение на Беларус през 1930 г.
Друга вълна от репресии се случва през 1939-41 г. в Западна Беларус след анексирането ѝ от СССР, когато хиляди кулаци, свещеници, обществени и политически лидери, бивши полски официални лица и осадници са или избити, или насилствено разселени в Казахстан, Сибир и други региони на СССР. Репресиите, с малки изключения, приключват след смъртта на Йосиф Сталин през 1953 г.
Точният брой на жертвите на съветските репресии в Беларус е трудно определим, тъй като архивите на Комитетът за държавна сигурност на СССР (КГБ) продължават да бъдат недостъпни за исторически изследователи. 

## Брой на жертвите
По непълни изчисления, жертвите на съветските репресии в Беларус между 1917 и 1953 г. са около 600 000 души.  По други оценки, броят им надвишава 1,4 млн. души, от които 250 000 души са осъдени от съдебни органи и екзекутирани от извънсъдебни органи (двойки, тройки, специални комисии на ОДПУ, НКВД, МДС). Изключвайки осъдените през 1920-те и 1930-те години, 250 000 беларуси са депортирани като кулаци или членове на семействата на кулаци в региони извън Белоруската съветска социалистическа република.
Според историка Васил Кушнер, 358 686 жертви на съветските репресии са осъдени на смърт в Беларус през периода от 1917 до 1953 г.
Над 200 000 жертви на съветски политически репресии са реабилитирани в Беларус между 1954 и 2000 г. 

## Ефекти от репресиите

### Наука
Според Кушнер през 1930-те само 26 беларуски академици и шестима кореспонденти на Беларуската академия на науките са незасегнати от репресиите. От 139 докторанта в Беларус през 1934 г., само шестима не са екзекутирани по време на репресиите. Според Кушнер съветските репресии практически спират развитието на всякакви хуманитарни науки в Беларус. 
Според беларуско-шведския историк Андрей Котлярчук през 1930-те години 32-ма историци от Минск са избити или им е забранено развитието на научна дейност, а трудове им биват изтеглени от библиотеките. Според Котлярчук, съветските власти по този начин разрушават физически трудовете на беларуската историческа школа. 

### Медицина
Общо 1520 беларуски медицински специалисти стават жертви на репресиите, от които около 500 са лекари, над 200 са медицински сестри, близо 600 са ветеринарни лекари, а няколкостотин са членове на семейства, които са осъдени по същите дела. 

## Видни жертви на съветските репресии в Беларус
- Змициер Жилунович — поет, писател и журналист, първи лидер на Съветската социалистическа република Беларус, арестуван по време на Голямата чистка, самоубил се в затвора през 1937 г.
- Бранислау Таркиевич – лингвист, преводач и западно беларуски политик, екзекутиран през 1938 г.
- Вацлау Ластоуски — литературен историк, член на Беларуската академия на науките, бивш министър-председател на Беларуската народна република, екзекутиран през 1938 г.
- Адам Станкевич – римокатолически свещеник, християндемократичен политик в Западен Беларус, умрял в концентрационен лагер през 1949 г.

## Съвременни възпоминания
В края на 1980-те години влиятелното беларуско движение за демокрация и независимост (Беларуски народен фронт) е вдъхновено от Перестройката и от откриването на гробовете на мястото за екзекуции от съветско време в Курапати край Минск.
За разлика от съседните страни, властите в Република Беларус под управлението на президента Александър Лукашенко осигуряват само ограничен достъп до държавни архиви свързани със сталинистките репресии и не почитат жертвите на комунизма на правителствено ниво.
Демократичната опозиция, близка до Консервативно-християнската партия – БНФ, възродената Беларуска християнска партия и Беларуския народен фронт почитат жертвите на съветския режим на 29 и 30 октомври, денят на масовата екзекуция на беларуски писатели от 1937 година, както и на допълнителен ден за почит на предците (дзяди) в началото на ноември.